# Aleksei Iúrievitx Guerman
Aleksei Iúrievitx Guerman (en rus: Алексей Юрьевич Герман, IPA: [ɐlʲɪˈksʲej ˈjʉrʲjɪvʲɪt͡ɕ ˈɡʲermən]) (Leningrad, 20 de juliol de 1938 – Sant Petersburg, 21 de febrer de 2013) va ser un guionista i director de cinema rus.

## Trajectòria
Guerman va néixer a Leningrad (actual Sant Petersburg, Rússia) el 20 de juliol de 1938; el seu pare era l'escriptor Iuri Guerman. Va estudiar sent alumne de Grigori Kózintsev fins al 1960, i després va treballar al món del teatre abans d'incorporar-se a l'estudi Lenfilm com a ajudant de direcció. Va debutar com a director amb Sedmoy sputnik, codirigida amb Grigori Aronov el 1967. Al llarg de la seva carrera, molts dels seus projectes es van trobar amb dificultats de producció o oposició oficial: en 50 anys, només va aconseguir completar sis llargmetratges. La seva última obra va ser la pel·lícula de ciència-ficció Trudno byt' bogom, completada pel seu fill, Aleksei Alekseievitx Guerman després de la seva mort, va debutar al Festival de Cinema de Roma el 2013.
La pel·lícula de 1971 Proverka na dorogakh el va propulsar a l'èxit. Aquesta obra va ser prohibida durant quinze anys i va estar "a les prestatgeries" del Ministeri de Cultura de la Unió Soviètica fins a la seva publicació l'any 1986, durant l'època de Mikhaïl Gorbatxov. Tot i així, els noms de tots els membres de la pel·lícula que havien emigrat als Estats Units van ser eliminats dels crèdits. Concretament, el director de fotografia Yasha Sklansky (o Yakov Sklyansky), l'assistent de direcció Leo Zisman (o Leonid Zisman) i el cap de producció i assistent de direcció Leo Weinstein (o Leonid A. Weinstein). Igualment va passar amb la dissenyadora de vestuari Natalia Toreeva a Dvadtsat dney bez voyny.
L'any 1987, al Festival Internacional de Cinema de Rotterdam, en tant que director, va rebre un premi KNF per tres de les seves pel·lícules: Proverka na dorogakh, Dvadtsat dney bez voyny i Moy drug Ivan Lapshin.
Guerman es va casar amb la guionista Svetlana Karmalita, amb qui va tenir un fill, Aleksei Alekseievitx Guerman, que també va ser director de cinema. Guerman va morir el 21 de febrer de 2013 a la seva ciutat natal per causa d'una insuficiència cardíaca.

## Estil
La majoria de la seva filmografia es va rodar durant l'època de Ióssif Stalin i la Segona Guerra Mundial, i representa el període històric en estat crític. Les seves pel·lícules, rodades majoritàriament en blanc i negre o amb un color molt apagat, tenen un aspecte "obscur" i sovint se les descriu per projectar un aspecte "vell". Va ser conegut per la seva obstinació com a director, per haver incorporat protagonistes que bé podrien ser classificats com a herois o antiherois, així com per haver contractat actors per a papers radicalment diferents als que se'ls hi pressuposava.

## Filmografia

### Com a director
- 1967 – Sedmoy sputnik ("La setena companyia")
- 1971 – Proverka na dorogakh ("Judici a la carretera")
- 1976 – Dvadtsat dney bez voyny ("Vint dies sense guerra")
- 1984 – Moy drug Ivan Lapshin ("El meu amic Ivan Lapshin")
- 1998 – Khrustalyov, mashinu! ("Khrustalyov, el meu cotxe!")
- 2013 – Trudno byt' bogom ("Dur per a ser Déu") (originalment "Història de la massacre d'Arkanar")